# Edeboviken

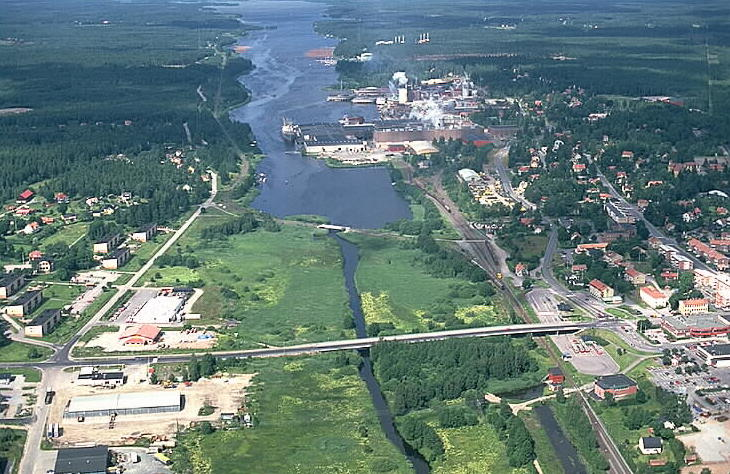
Södra delen av Edeboviken i Hallstavik där Skeboån mynnar ut.

Edeboviken är en havsvik i Norrtälje kommun. Viken är smal (omkring sju kilometer lång och några hundra meter bred) och har sin mynning mot Östersjön (Galtfjärden) i norr. Längst i söder, där Skeboån rinner ut i viken, ligger Hallstavik med Hallsta pappersbruk. Vid vikens västra sida märks anrika Ronöholm.